# São Benedito do Rio Preto (ort)
São Benedito do Rio Preto är en ort i Brasilien.   Den ligger i kommunen São Benedito do Rio Preto och delstaten Maranhão, i den nordöstra delen av landet, 1 500 km norr om huvudstaden Brasília. São Benedito do Rio Preto ligger 34 meter över havet och antalet invånare är 12 079.
Terrängen runt São Benedito do Rio Preto är huvudsakligen platt. São Benedito do Rio Preto ligger nere i en dal. Närmaste större samhälle är Urbano Santos, 19,6 km nordost om São Benedito do Rio Preto.
Omgivningarna runt São Benedito do Rio Preto är huvudsakligen savann. Runt São Benedito do Rio Preto är det glesbefolkat, med 17 invånare per kvadratkilometer.